# Agrostophyllum myrianthum
Agrostophyllum myrianthum är en orkidéart som beskrevs av George King och Robert Pantling. Agrostophyllum myrianthum ingår i släktet Agrostophyllum och familjen orkidéer. Inga underarter finns listade i Catalogue of Life.